# Herdenkingsmunten van € 2 (2006)
Hieronder staat een lijst van herdenkingsmunten van twee euro met slagjaar 2006.
| Afbeelding | Land         | Ter gelegenheid van                                                                    | Oplage     | Datum uitgave    |
| --- | ------------ | -------------------------------------------------------------------------------------- | ---------- | ---------------- |
| | Duitsland    | Holstentor in Lübeck, Sleeswijk-Holstein (Eerste uit de 'Bundesländer'-serie)          | 31.500.630 | 3 februari 2006  |
| Omschrijving: De “Holstentor”, de historische stadspoort van Lübeck, staat midden op de munt afgebeeld, met eronder het woord “Schleswig-Holstein”, de eerste van de zestien federale staten van Duitsland die met een gedenkmunt wordt bedacht. De initialen van de graveur, “HH”, zijn rechts van de afbeelding weergegeven, en een van de letters “A”, “D”, “F”, “G” of “J” als muntteken links. Het jaar van uitgifte, 2006, de twaalf sterren van de Europese Unie en de woorden “Bundesrepublik Deutschland” staan langs de buitenrand afgebeeld. |              |                                                                                        |            |                  |
| |              |                                                                                        |            |                  |
| | Luxemburg    | 25ste verjaardag van Erfgroothertog Willem (derde uit de 'Luxemburgse dynastie'-serie) | 1.047.500  | 8 februari 2006  |
| Omschrijving: De beeltenis van Groothertog Hendrik is geplaatst voor die van Erfgroothertog Willem in het midden van de munt. Onder de beeltenissen bevindt zich het jaar van uitgifte, 2006, met de letter “S” en het muntteken. Boven de beeltenissen staat het woord “LËTZEBUERG”. Op de buitenste rand van de munt staan de twaalf sterren van de Europese Unie. |              |                                                                                        |            |                  |
| |              |                                                                                        |            |                  |
| | Italië       | Olympische Winterspelen van 2006 in Turijn                                             | 40.000.000 | 10 februari 2006 |
| Omschrijving: In het midden van de munt bevindt zich een afbeelding van een skiër, een dynamische, kromlijnige figuur. Daarboven staan de woorden “GIOCHI INVERNALI” en links van hem wordt de locatie van de Winterspelen aangegeven door het woord “TORINO” en een afbeelding van het bekendste historische gebouw van Turijn, de Mole Antonelliana. Het monogram van de Italiaanse Republiek “RI” en het muntteken “R” bevinden zich ook links van de skiër. Het jaar van uitgifte, 2006, en de initialen van de ontwerpster, “MCC” (Maria Carmela Colaneri), staan rechts van de skiër afgebeeld. Langs de buitenrand staan de twaalf sterren van de Europese Unie. |              |                                                                                        |            |                  |
| |              |                                                                                        |            |                  |
| | België       | Renovatie van het Atomium in Brussel                                                   | 5.023.000  | 10 april 2006    |
| Omschrijving: In het midden van de munt staat het Atomium afgebeeld, met rechts ervan de initialen van de graveur, “LL”, en met aan de voet ervan twee munttekens. Langs de buitenrand van de munt staan de twaalf sterren van de Europese Unie, samen met de letter “B” en het jaar van uitgifte “2006”. |              |                                                                                        |            |                  |
| |              |                                                                                        |            |                  |
| | Finland      | 100ste verjaardag van de invoering van het algemeen kiesrecht                          | 2.500.000  | 4 oktober 2006   |
| Omschrijving: In het midden van de munt staan een mannengezicht en een vrouwengezicht, gescheiden door een lijn. Links daarvan is de datum “1.10.1906” te zien en rechts “20 FI 06”, het jaar van uitgifte met de afkorting FI voor Finland. Naast elk van de twee gezichten staat het muntteken “M”. Langs de buitenrand zijn de twaalf sterren van de Europese vlag afgebeeld. |              |                                                                                        |            |                  |
| |              |                                                                                        |            |                  |
| | San Marino   | 500ste sterfjaar van Christoffel Columbus.                                             | 120.000    | 17 oktober 2006  |
| Omschrijving: Portret van Christoffel Columbus en drie karvelen. Boven het portret staat het opschrift “SAN MARINO”; rechts ervan staan een windroos en het muntteken “R”. In een cartouche onder het portret staan de data “1506 — 2006”. Langs de buitenrand zijn de twaalf sterren van de Europese Unie afgebeeld. |              |                                                                                        |            |                  |
| |              |                                                                                        |            |                  |
| | Vaticaanstad | 500-jarig bestaan van de Zwitserse Garde                                               | 100.000    | 9 november 2006  |
| Omschrijving: Op de munt is een Zwitserse Gardist te zien die de eed van trouw aan de paus aflegt. In een halve cirkel rond de gardist is het opschrift “GUARDIA SVIZZERA PONTIFICIA” te lezen. Onder de vlag is de naam van de uitgevende staat “CITTÀ DEL VATICANO” weergegeven. Aan de linkerzijde, boven de signatuur van de graveur “O. ROSSI” langs de vlaggenstok, staat het jaartal “1506”. Rechts boven het muntteken “R” staat het jaartal “2006”. Langs de buitenrand zijn de twaalf sterren van de Europese Unie afgebeeld. |              |                                                                                        |            |                  |

## Kaart

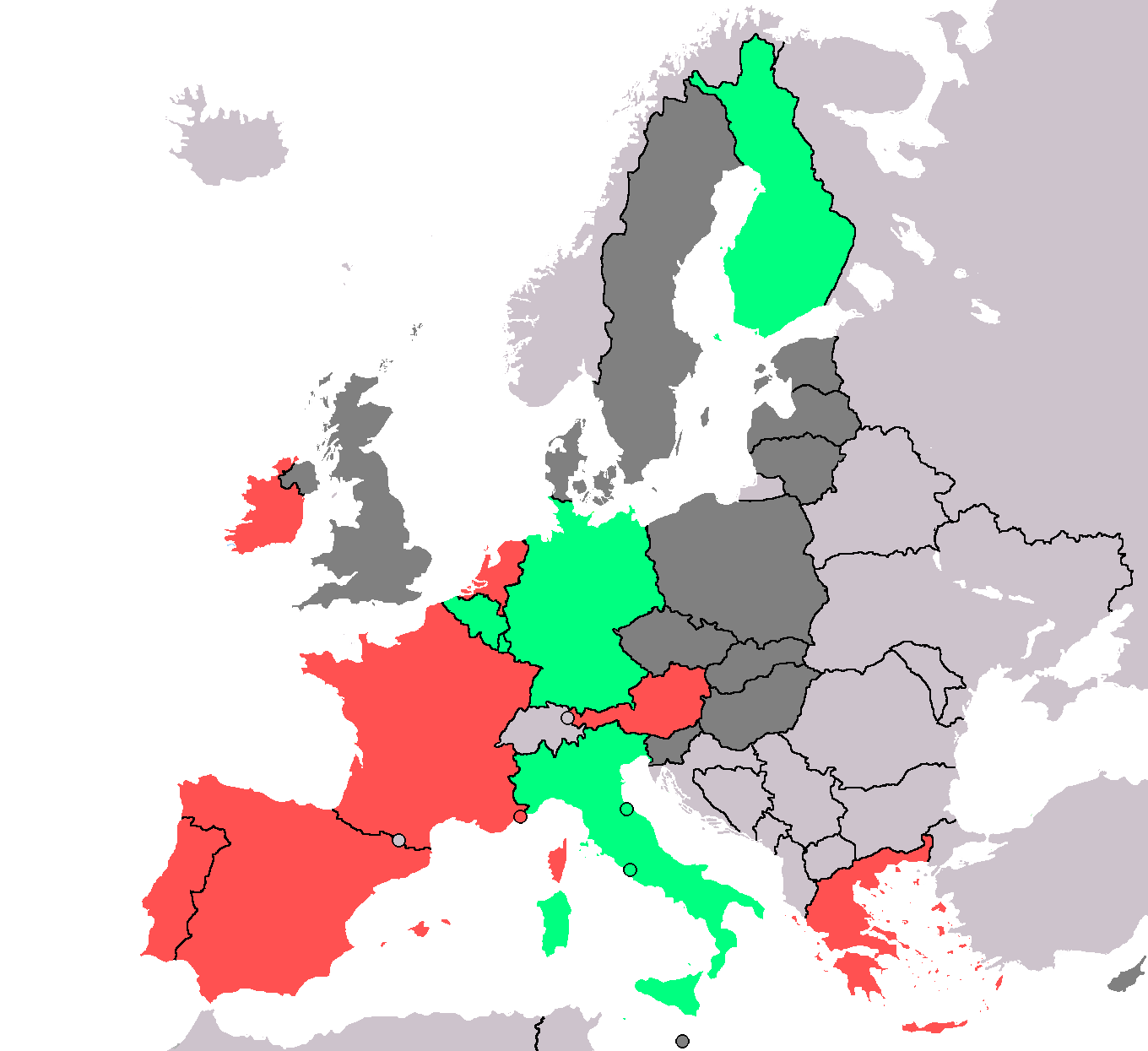
Euro-landen die in 2006 een munt hebben uitgegeven
Overige euro-landen die in 2006 geen munt hebben uitgegeven
Landen die geen lid waren van de EU in 2006
EU-landen die in 2006 nog geen euroland waren